# Кишомару Уешиба
Кишомару Уешиба (植芝 吉祥丸) е третият син на Морихей Уешиба, основателя на айкидото. Кишомару е дошу в Хомбу Доджо в Токио.
Кишомару Уешиба е роден на 27 юни 1921 г. в Аябе. Завършва университета „Уаседа“ с икономика.
Има син, Моритеру Уешиба, който го наследява като дошу – ръководител на Федерацията Айкидо Айкикай („пазител на пътя“, титла, по традиция предавана по наследство от баща към син).
Умира на 4 януари 1999 г.